# Chauffe-eau
Pour un article plus général, voir Chauffage de l'eau.

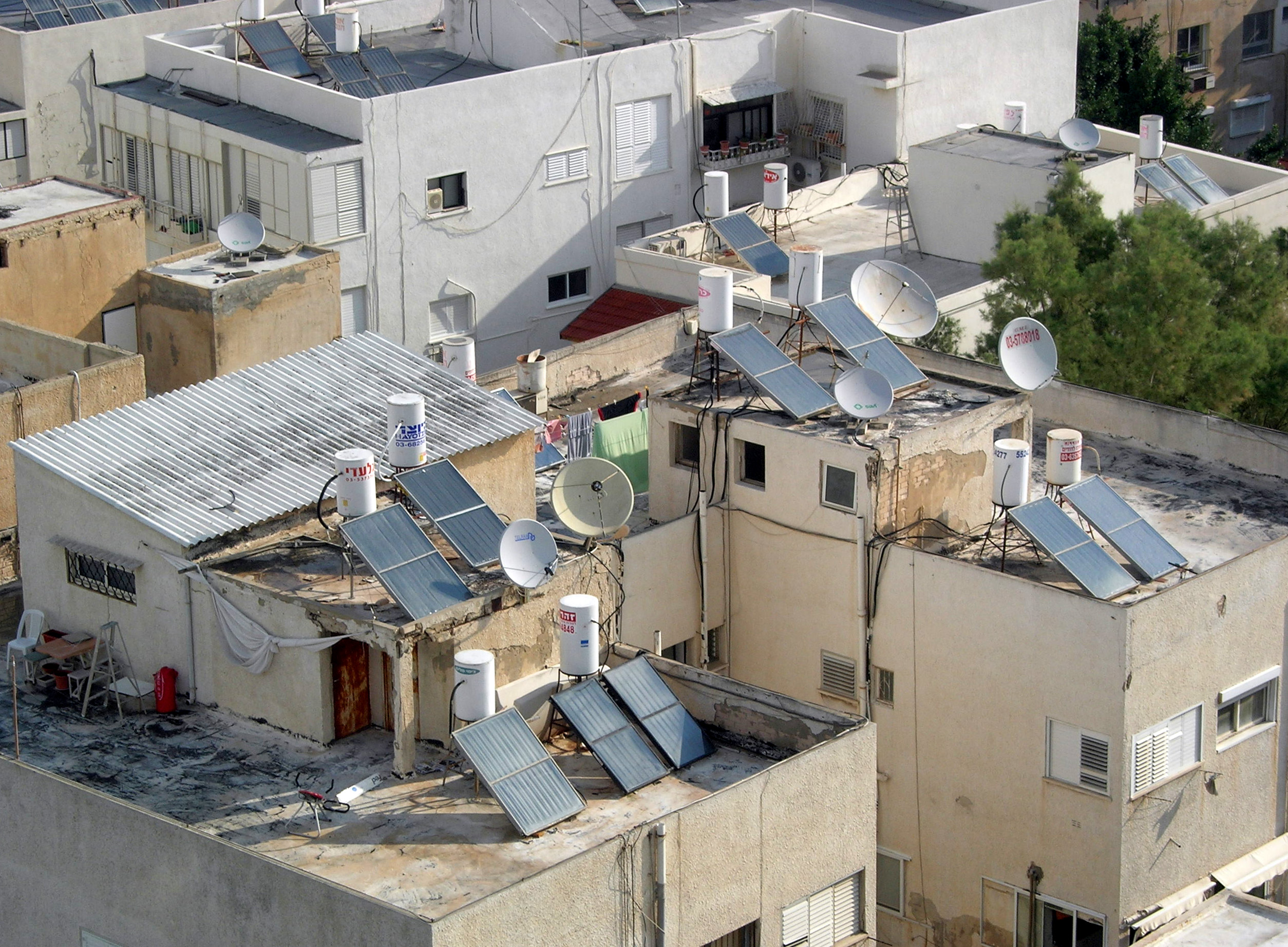
Chauffe-eau solaire à Tel Aviv.

Le chauffe-eau est un équipement domestique ou industriel servant à chauffer de l'eau à l'aide d'une source d'énergie, qui peut être l'électricité, le gaz, le fioul ou l'énergie solaire. Les chauffe-eau électriques fonctionnent soit avec une résistance chauffante, soit, pour les chauffe-eau thermodynamiques, plus récents, avec une pompe à chaleur.
On distingue deux grandes familles de chauffe-eau :
- les ballons d'eau chaude[a], qui ont une réserve d'eau chaude importante. S'ils sont électriques, ils présentent l'avantage de pouvoir chauffer l'eau pendant les heures creuses, si l'abonnement électrique le permet ;
- les chauffe-eau instantanés, qui chauffent l'eau uniquement à la demande, au moment du soutirage.

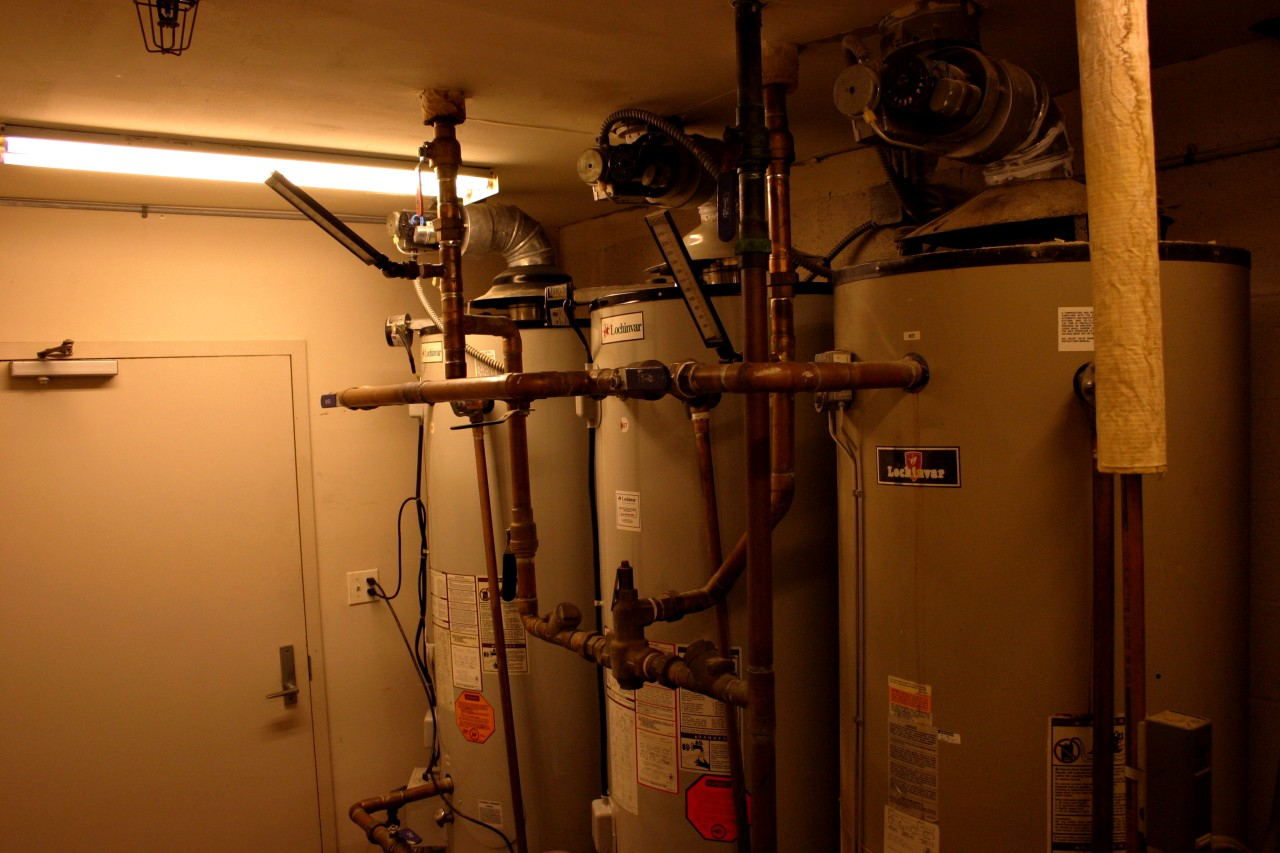
Série de chauffe-eau au propane.

## Historique

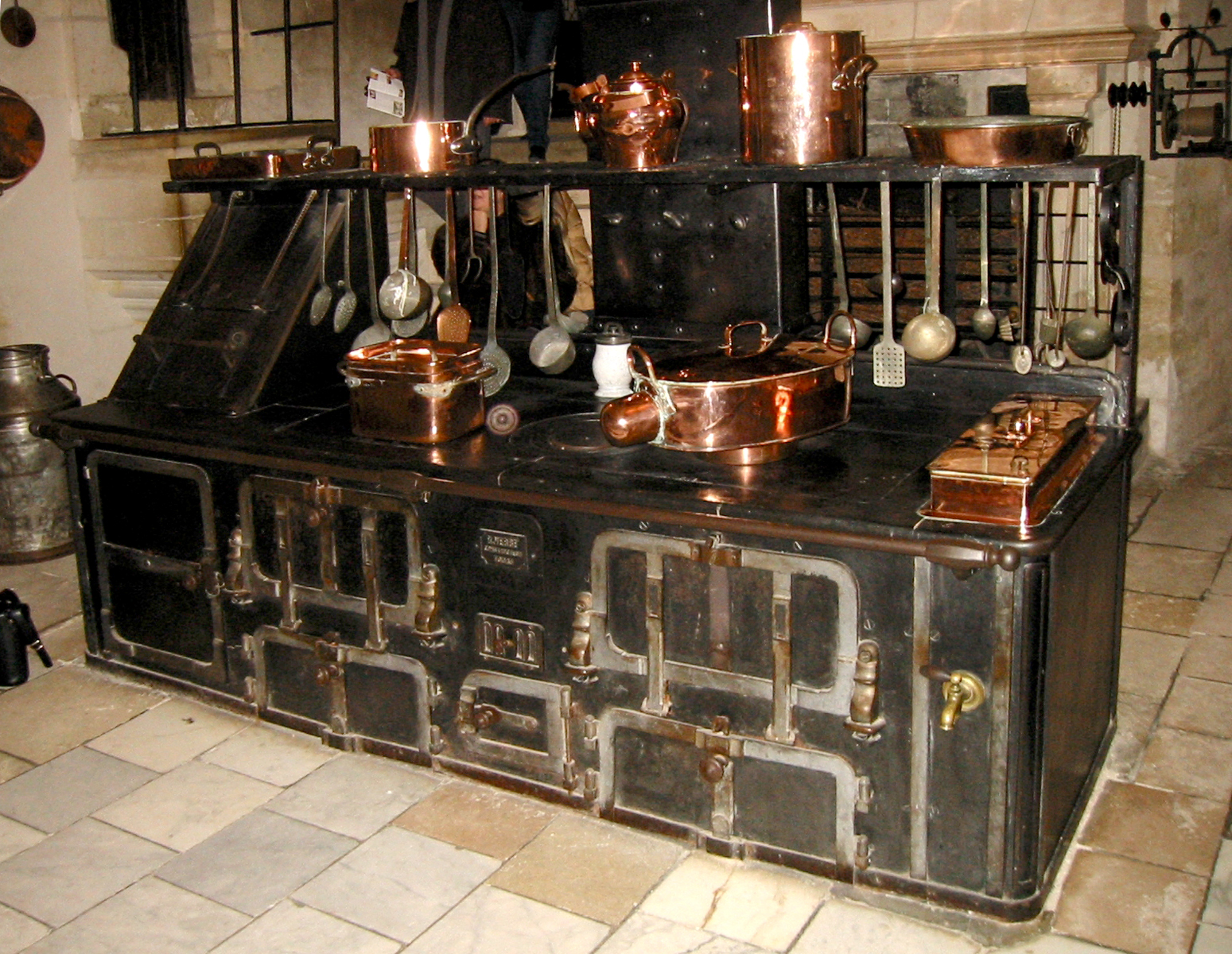
Fourneau du château de Chenonceau, chauffe-eau intégré sur le côté droit, muni de son robinet.

Le chauffe-eau pratique apparaît sous forme d'un fourneau à bois ou charbon des demeures riches au xviie siècle. C'est un récipient clos et meuble de grand volume destiné au stockage de l'eau, posé sur le dessus de l'appareil de chauffe. Pour les fourneaux évolués qu'il faut comme les autres « bien conduire », le chauffe-eau est le réservoir intégré sur le côté, muni d'un robinet de puisage en pied.
Le chauffe-bain (au charbon) est inventé au xixe siècle, (en France depuis le Premier Empire). Celui-ci sert aux collectivités, le corps de chauffe est plus important pour cet appareil à plus fort débit.
Le premier chauffe-eau électrique à accumulation est inventé en 1915 par Frédéric Sauter.
Le chauffe-eau au gaz apparaît au début du xxe siècle parallèlement à l'eau courante du robinet, dans les nouvelles demeures riches pour un usage dans la cuisine.
Les chauffe-eau électriques cumulus apparaissent dans le premier tiers du xxe siècle. Le système de chauffe est choisi par l'acquéreur ou le promoteur immobilier suivant la politique énergétique du pays.

## Avantages et inconvénients des systèmes de chauffe
La différence entre le chauffe-eau et la chaudière est que la chaudière n'est pas destinée au puisage de l'eau sanitaire. On appelle vulgairement chaudière un chauffe-eau de gros débit éloigné du point de puisage, par exemple pour les collectivités. Le désagrément reconnu pour tous les systèmes est l'inconstance de la température si la distance entre le chauffe-eau et le robinet est importante ou si plusieurs robinets sont utilisés simultanément.
|                | Chauffe-eau instantané | Chauffe eau à ballon d'eau chaude |
| -------------- | --- | --- |
| Usage pratique | La quantité d'eau fournie est illimitée mais le débit sur le robinet en général unique « le plus souvent » est limité par les capacités de l'échangeur thermique. L'eau chaude est instantanée sauf pour les chauffe-eau éloignés. Certains fabricants résolvent le problème de l'entartrage de l'échangeur par « l'injection d'une petite quantité d'eau froide après puisage ». Lorsque le robinet est faiblement ouvert on ne dispose pas toujours d'eau chaude (et avant 1960, on risquait l'explosion des chauffe-eau à gaz). | Débit important si les robinets et la tuyauterie le permettent. L'eau chaude est toujours disponible même lorsque le robinet est faiblement ouvert. Le chauffe-eau peut être solaire, mixte solaire avec une autre énergie ; ces appareils sont en comble ou sur le toit. Plus le robinet est loin du chauffe-eau, plus il faut du temps pour que l'eau chauffée lui parvienne. L'eau restée dans la tuyauterie se refroidit peu à peu. Les ballons d'eau chaude électriques ont besoin de plus de temps que ceux au gaz naturel ou au fioul pour atteindre la température de consigne. La température doit être réglée de préférence entre 60 et 65 °C : - en dessous, risque de prolifération des bactéries dans le réservoir ; - au-dessus : accroît l'entartrage, le risque de brûlures et les pertes de chaleur (si l'isolation est médiocre). |
| Énergie        | La consommation est nulle en l'absence d'utilisation d'eau chaude, excepté la veilleuse (anciens systèmes à gaz). | L'eau est chauffée suivant l'option choisie (continue, confort, etc. On dispose d'un ballon intermédiaire à installer près du point de puisage pour les chaudières mixtes chauffage et eau-chaude sanitaire : l'appareil consomme plus d'énergie si l'utilisation est peu fréquente et l'isolation médiocre. |
| Prix           | Les chauffe-eau instantanés sont meilleur marché à l'achat mais ils ne peuvent pas bénéficier du tarif « heure creuse » le cas échéant. | Peut être plus cher à l'achat, mais est mieux isolé. |

## Chauffe-eau

### Débit
Lors du choix d’un chauffe-eau, est considérée sa capacité de débit (capacité et vitesse d’écoulement) :
| Utilisation/débit      | 5 L/min | 10 L/min | 13 L/min | 16 L/min | 20 L/min |
| ---------------------- | ------- | -------- | -------- | -------- | -------- |
| Évier                  | X       | X        | X        |          |          |
| Évier + douche         |         | X        | X        | X        | X        |
| Évier + bain           |         |          | X        | X        | X        |
| Évier + douche + bidet |         |          |          | X        | X        |

Le temps d’attente pour l’obtention d’eau chaude dépend du débit du robinet, de la section de la tuyauterie, de la distance entre le chauffe-eau et le robinet (la plus courte possible) et de l'isolation des tuyauteries (qui limitent les pertes de chaleur).

### Source d'énergie

#### Pompe à chaleur
Le chauffe-eau thermodynamique capture de l’énergie à l’air ambiant (aérothermique) ou au sol (géothermique), qui permet de chauffer l’eau du ballon. Ce type de chauffe-eau est moins consommateur en énergie électrique et permet ainsi de réaliser des économies en limitant les émissions de gaz à effet de serre.

#### Électricité
L’électricité est souvent utilisée pour les petits besoins d’eau (par ex. pour un évier de cuisine). Les gros appareils peuvent demander une adaptation de l’alimentation électrique. Ce type de chauffe-eau est populaire dans les régions où le prix de L'électricité est bas, comme au Québec.

#### Énergie solaire
Le chauffe-eau solaire utilise l'énergie du Soleil pour fournir de l'eau chaude sanitaire, éventuellement complétée par un chauffage électrique. Selon la région et la taille de l'installation, le chauffe eau solaire peut fournir entre 50 et 80 % des besoins annuel à partir d'une énergie renouvelable qui n'émet pas de CO2.

#### Gaz naturel
L'utilisation du gaz naturel exige quelques adaptations :
- une cheminée avec ventilation supérieure et inférieure ;
- un dispositif de sécurité qui coupe le chauffe-eau lors d’un retour d’air dans la cheminée.

Le gaz naturel est une source d'énergie fossile. C’est l’énergie qui a connu la plus forte progression depuis les années 1970. Elle représente le cinquième de la consommation énergétique mondiale.

#### Propane
Le propane est utilisé pour les habitations qui ne disposent pas d’un raccordement au gaz naturel.

## Ballon d'eau chaude
Le ballon d'eau chaude exploite le principe de la stratification thermique : l'eau chaude moins dense monte en haut du ballon où elle est puisée. L'eau froide étant injectée en bas du ballon, elle ne refroidit pas le haut de la colonne d'eau si son admission est suffisamment lente et bien répartie pour éviter les mélanges.
Le premier chauffe-eau automatique avec réservoir de stockage, qui fonctionnait au gaz, a été conçu en 1889 par l'américain Edwin Ruud.

### Capacité du réservoir
Le réservoir doit être dimensionné en fonction des besoins du ménage.
- Il ne doit pas être trop petit car on risque de se trouver souvent sans eau chaude.
- Il ne doit pas être trop grand car le coût d’achat et la consommation en énergie sont plus élevés.

Le dimensionnement conseillé est de :
- 100 L pour une habitation avec douche,
- 130 L pour une habitation avec une baignoire,
- 160 L pour une habitation comprenant deux baignoires pouvant fonctionner simultanément.

Il faut également s’assurer du bon rendement du ballon d'eau chaude afin qu’il assure un confort optimal et une consommation moindre.

### Réglage de la température de l'eau stockée
La température conseillée est de 60 à 65 °C. Si l'eau est trop froide, cela peut entraîner la prolifération d'agents infectieux ; si elle est trop chaude, cela augmente les risques de brûlure, la formation de tartre et les pertes thermiques donc la consommation d'énergie.

### Entretien et durabilité
Les ballons d'eau chaude ont une durée de vie plus ou moins longue en fonction des mécanismes mis en place pour garantir leur durabilité et de l'entretien. De manière générale les ballons d'eau chaude durent plus longtemps que la garantie constructeur. L'entretien de ce matériel étant souvent négligé, une fois la panne ou la fuite déclarée, l'appareil est souvent remplacé.

#### Cuve
Les cuves des ballons d'eau chaude sont réalisées en métal, qui, même protégé par un revêtement comme de l'émail, peut être corrodé par l'eau chlorée.
Les chauffe-eau possèdent donc des mécanismes de protection de la cuve :
- L'anode sacrificielle, par exemple une anode en magnésium, protège la cuve mais doit être remplacée une fois consommée.

#### Résistance
On distingue deux types de résistances, blindée et stéatite :
- Dans le premier cas, la résistance est plongée dans la cuve. Étant directement au contact de l'eau, elle est vulnérable à l'entartrage qui peut à terme empêcher son fonctionnement. Ces résistances sont donc à proscrire si l'eau est très calcaire.
- Dans le deuxième cas, la résistance est placée dans un fourreau sans contact direct avec l'eau. Il n'y a donc pas d'entartrage, mais le rendement est plus faible. Il n'est pas nécessaire de vidanger l'appareil pour changer la résistance, le fourreau maintenant l'étanchéité.

### Types de chauffe-eau

#### Ballons d'eau chaude électriques
Le premier chauffe-eau électrique à accumulation est inventé en 1915 par Frédéric Sauter.
Une résistance électrique dans le réservoir amène l'eau à la température souhaitée.
- Les grands ballons d'eau chaude fonctionnent exclusivement sur le tarif « heures creuses » dans les pays, comme la France, où le prix de l’électricité peut être modulé en fonction de l’heure de la journée[16].
- Les ballons d'eau chaude économiques sont branchés sur le tarif bi-horaire, un interrupteur permettant un réchauffement supplémentaire durant la journée, dans les pays où le prix de l’électricité est modulée en fonction de l’heure de la journée[16].
- Le ballon d'eau chaude de confort est proche du ballon d'eau chaude économique, mais il chauffe l’eau automatiquement si la réserve descend sous la température de référence.
- Les chauffe-eau instantanés sont meilleur marché, et ont une durée de vie plus longue que les ballons d'eau chaude électriques ordinaires, mais on ne peut les utiliser que pour de petites quantités (lavabos, cuisines, etc.).
- Les bouilloires (seulement pour les cuisines) ne chauffent l’eau que lorsqu’elles sont remplies et si on les met en marche. Elles ont une longue durée de vie mais conviennent uniquement pour de petites quantités.

#### Chauffe-eau au gaz naturel et au mazout
Ils sont plus économiques et généralement plus rapides que les chauffe-eau électriques.

##### Chauffe-eau à chauffage direct
Les chauffe-eau à chauffage direct fonctionnent indépendamment du chauffage central et disposent de leur propre brûleur. L'eau traverse un tuyau en spirale placé dans les gaz chauds. Ce système est le plus avantageux : le temps de chauffage est court et le débit d'eau élevé.

##### Chauffe-eau à chauffage indirect
Les chauffe-eau à chauffage indirect fonctionnent à l’aide de la chaudière du chauffage central. L'eau du chauffage est envoyée dans un échangeur à plaques de très grande surface d'échange. La chaleur est transférée instantanément à l'eau froide sanitaire. Pendant la période de puisage d'eau chaude sanitaire, le circuit de chauffage est raccourci par une dérivation qui fait retourner l'eau de chauffage sous la flamme avant qu'elle ne parte vers les radiateurs. Avantage : réchauffement presque instantané.
D’autres modèles fonctionnent selon le même principe que le bain-marie : un réservoir dans un autre. L’eau chaude de la chaudière qui remplit le réservoir extérieur (eau du circuit de chauffage) réchauffe l’eau contenue dans le réservoir intérieur (eau chaude sanitaire). Avantage : le réchauffage est plus doux, il y a moins de danger de dépôts calcaires. Le réservoir intérieur contient de l'eau chaude immédiatement disponible, mais le transfert de chaleur est plus lent ; si le puisage est très grand, la température peut baisser.

##### Chauffe-eau combinés
Les chauffe-eau combinés fonctionnent avec une chaudière pendant la période de chauffage de l’habitation et par alimentation électrique quand la source primaire de chaleur est absente. Ce choix est retenu quand la source principale est manuelle ou intermittente (bois-bûches, éolien, solaire, chauffage central).

#### Chauffe-eau solaires

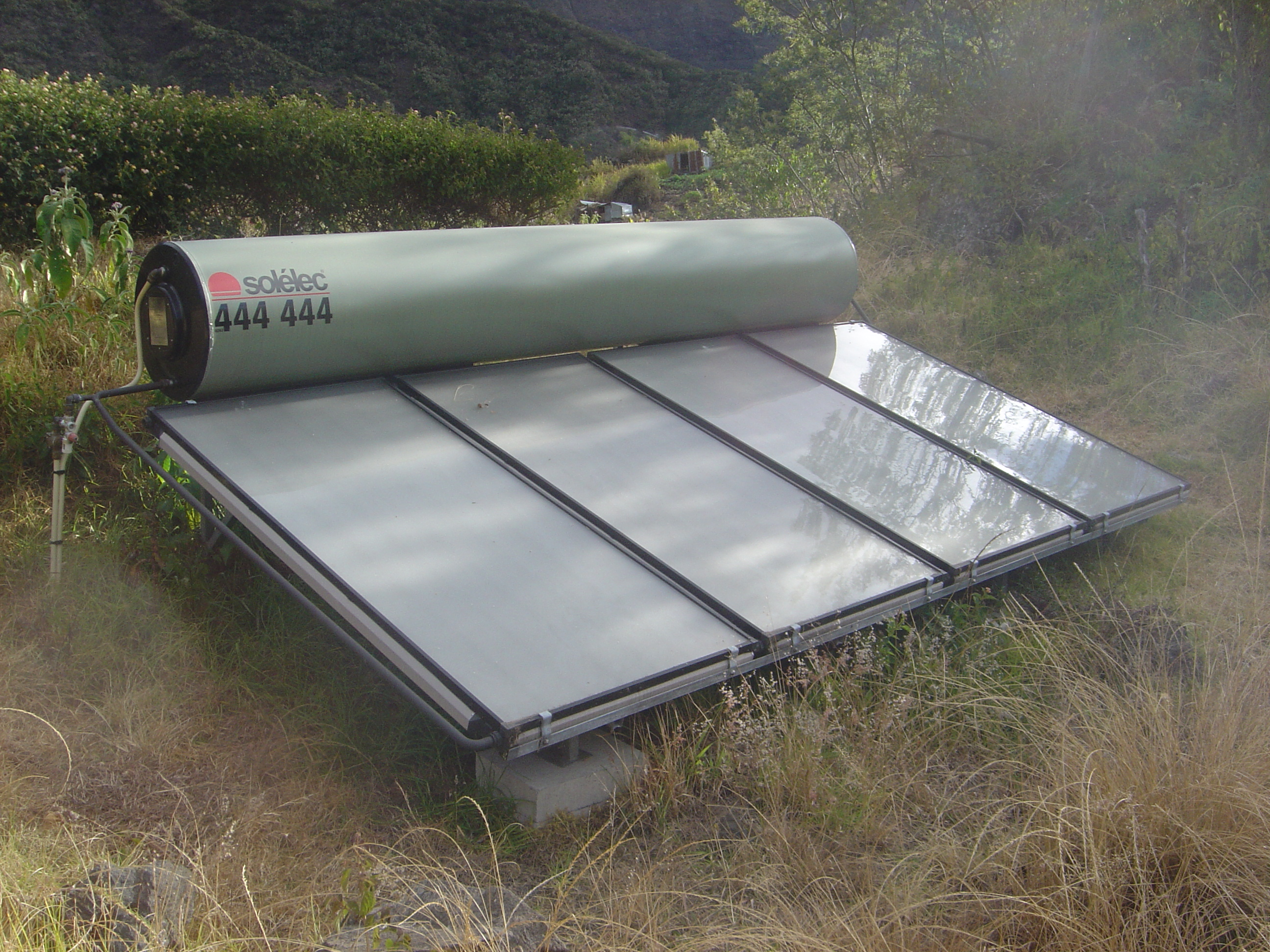
Chauffe-eau solaire de type monobloc : capteurs et ballon de stockage placés sur le même châssis.

Ce type de chauffage permet habituellement de compléter les types de chauffage de l'eau exploitant d'autres sources énergétiques (électricité, énergies fossiles, biomasse, etc.), certains chauffe-eau solaires à tubes sous vide, sous certains climats, permettent de les remplacer totalement.
L'énergie solaire étant parfaitement renouvelable, ce remplacement permet de limiter efficacement les émissions de gaz à effet de serre ou la production de déchets nucléaires, raison pour laquelle l'installation de tels dispositifs est fortement encouragée par de nombreux États et collectivités via la fiscalité, des primes et/ou une obligation d'installation sur les nouvelles constructions.

#### Chauffe-eau thermodynamiques

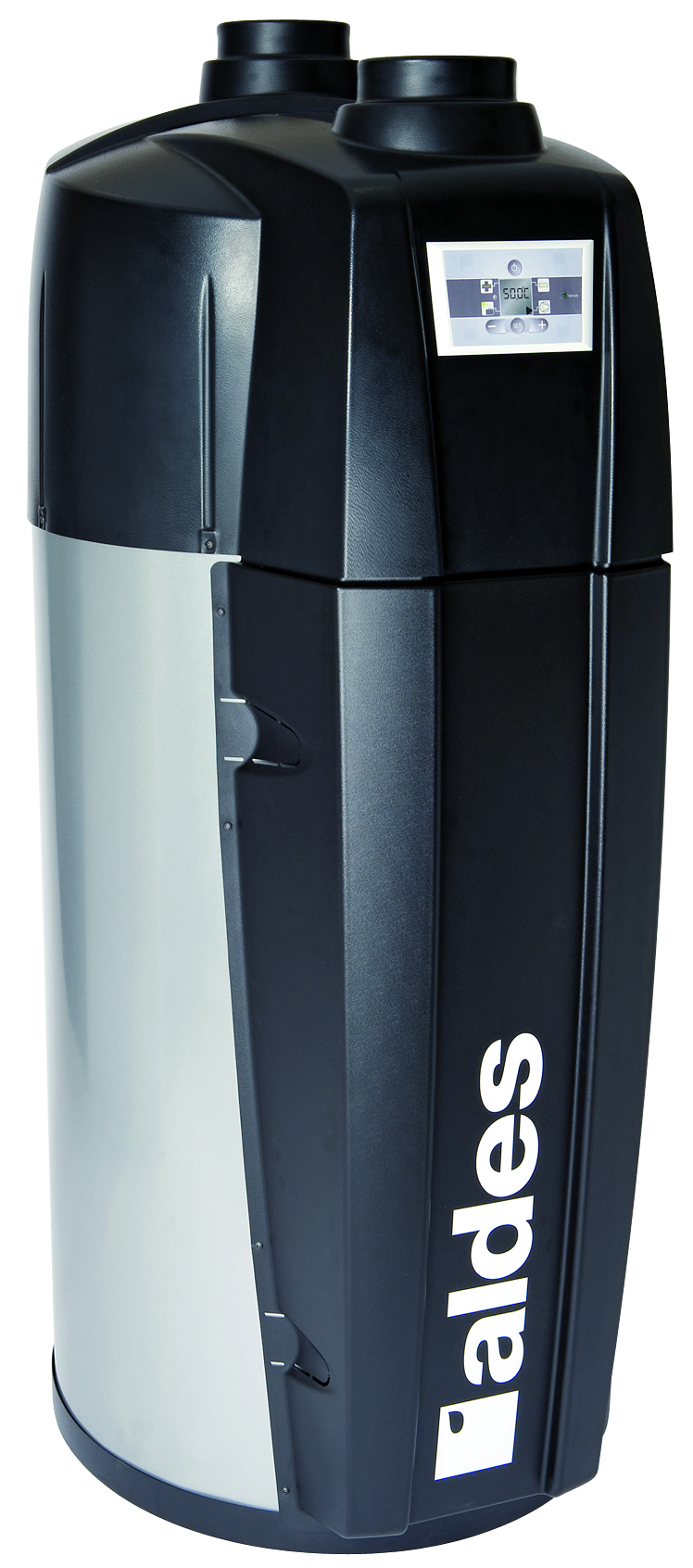
Un chauffe-eau thermodynamique.

Un ballon d'eau chaude thermodynamique intègre une pompe à chaleur qui prélève des calories dans l'air pour les restituer à l'eau. 
Son efficacité (coefficient de performance, ou COP) dépend de la qualité de la machine (compresseur, pièces, carte électronique…), de la technologie (inversible…) et du gaz frigorifique utilisé (R410A, CO2…). Les ballons sur air intérieur ne présentent pas forcément des COP plus élevés ; de plus, ils refroidissent le local dans lequel ils sont installés, ce qui peut être contre-productif.
Un ballon d'ECS (eau chaude sanitaire) thermodynamique est en général caractérisé par un COP nominal de l'ordre de 3 à 4, mais son efficacité globale sur l'année est en pratique inférieure. Le rapport moyen global sur une année est ainsi de l'ordre de 2,6 si l'on compare un ECS thermodynamique (1 280 kWh) avec un ECS à résistance électrique (3 325 kWh), donc un tel équipement peut consommer entre 2,5 et 6 fois moins d'énergie à l'utilisation que les modèles à résistance électrique, s'il est bien réglé.
Les chauffe-eau thermodynamiques peuvent exploiter le tarif dit « heures creuses », fonctionnant alors exclusivement dans les moments les plus favorables économiquement. Certains sont même dotés de fonctionnalités (fil pilote de signal, mode boost, etc.) permettant une gestion plus intelligente en regard de son utilisation.

## Horloge de programmation
Les installations bénéficiant du tarif heure creuse peuvent utiliser une horloge de programmation ou utiliser les signaux envoyés sur le réseau électrique, afin de chauffer l’eau à un tarif électrique plus économique (les chauffe-eau au gaz ou au mazout consomment également un peu d'électricité).

## Raccordements
Un ballon d'eau chaude est logiquement alimenté par le réseau d'eau potable via un tuyau d'eau froide.
Le ballon d'eau chaude rejette par le groupe de sécurité l'excès d'eau dû à la dilatation (limitant ainsi la pression), dans une canalisation d'évacuation, et l'eau chaude, dans le tuyau du réseau d'eau chaude de l'habitation.
Un vase d'expansion peut également être utilisé pour compenser la dilatation de l'eau, ce qui évite de rejeter inutilement de l'eau par le groupe de sécurité.